# Clericis laicos
Clericis Laicos was een bul (pauselijke oorkonde) die op 25 februari 1296 door paus Bonifatius VIII werd uitgevaardigd.
Het was een poging de staten van Europa te verhinderen, in het bijzonder Frankrijk en Engeland, van het toe-eigenen van kerkopbrengsten zonder uitdrukkelijke voorafgaande toestemming van de paus.
De bul verordende dat alle kerkvorsten of andere geestelijke meerderen die onder welke voorwendsel of welke kleur dan ook, zonder toestemming van de Heilige Stoel, een deel van de opbrengst van de kerk afdroegen aan, eveneens alle keizers, koningen, hertogen, graven, enz. wie dergelijke betalingen zullen eisen of ontvangen, het risico lopen om door de paus te worden geëxcommuniceerd.
Engeland gaf hieraan toe, maar Filips IV van Frankrijk zag dit als een regelrechte provocatie en nam tegenmaatregelen, onder andere een uitvoerverbod van goud en zilver, waardoor de pauselijke inkomsten werden aangetast. Een voorlopige vrede werd bereikt met de heiligverklaring van Filips grootvader Lodewijk IX (1297).